# Södra Sorsele revir
Södra Sorsele revir var ett skogsförvaltningsområde inom Umeå överjägmästardistrikt, som omfattade av Sorsele socken, Västerbottens län, avvittrade områden söder om Vindelälven samt oavvittrade marker till Juktåns och Olsbäckens vattendrag. Reviret, som var indelat i tre bevakningstrakter, omfattade 1915 116 203 hektar, varav 39 174 hektar kronoparker.